# 金薩赫河
48°53′38″N 12°42′24.5″E / 48.89389°N 12.706806°E
金薩赫河（德語：Kinsach），是德國的河流，位於該國東南部，由巴伐利亞負責管轄，屬於多瑙河的左支流，河道全長38.5公里，流域面積317.4平方公里，河口處在博根。